# Colgar britor
Colgar britor är en insektsart som beskrevs av Medler 2000. Colgar britor ingår i släktet Colgar och familjen Flatidae. Inga underarter finns listade i Catalogue of Life.